# Run (île)
Pour les articles homonymes, voir Run.
Run (Pulau Run en indonésien) est une des plus petites des îles Banda dans les Moluques en Indonésie, avec environ 3 km de longueur et moins de 1 km de largeur. Elle a joué un rôle important au XVIIIe siècle dans la rivalité entre l'Angleterre et les Provinces-Unies pour le monopole du commerce de la noix de muscade.

## Géographie

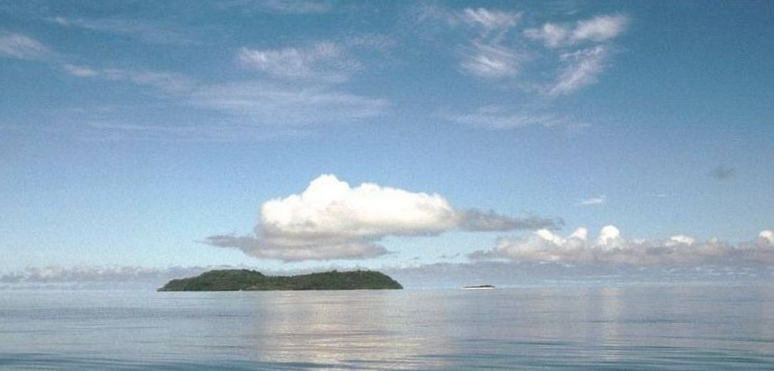
Run et Nailaka (en arrière-plan à droite)

## Histoire

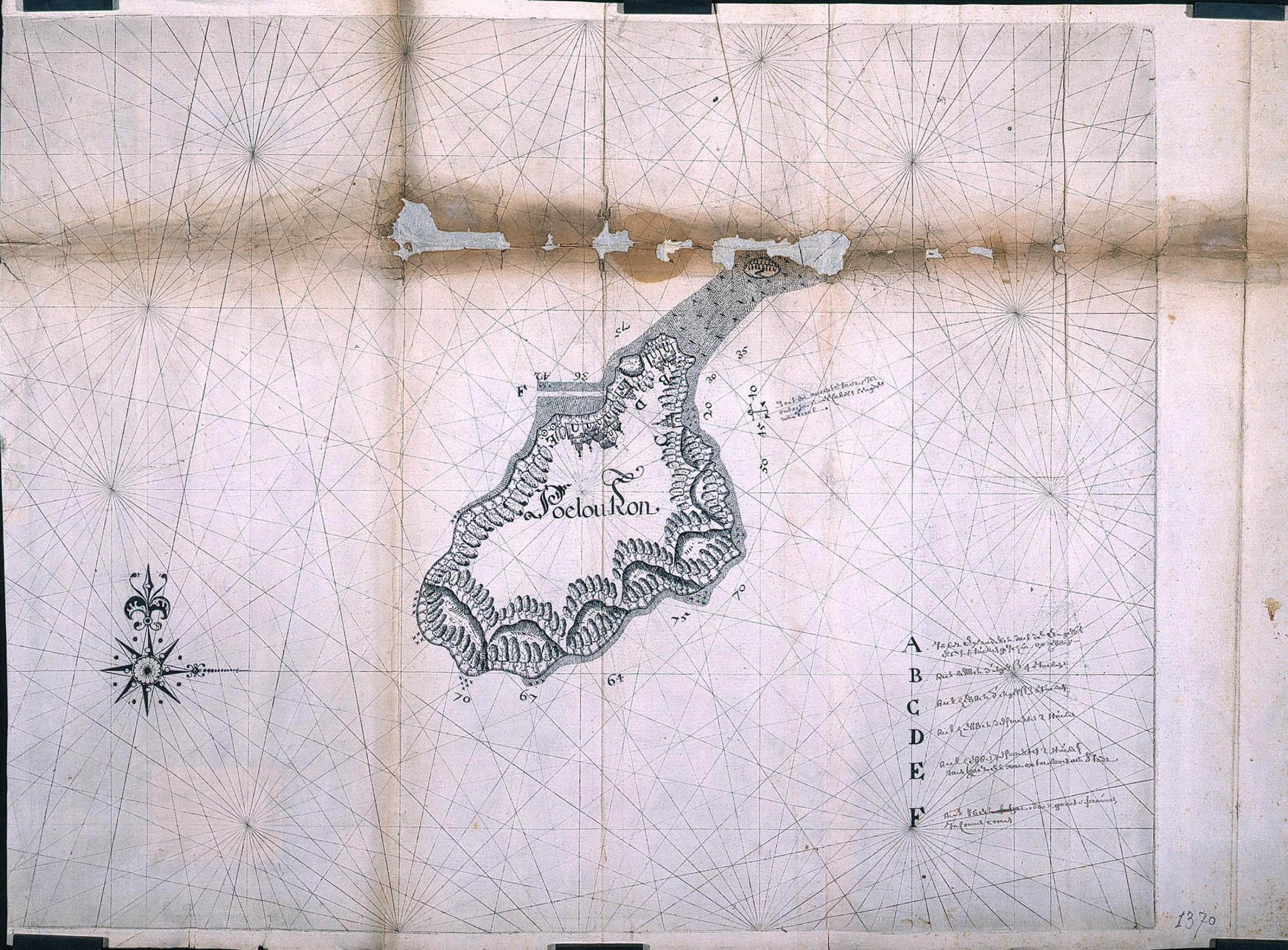
Carte de l'île de Run datée de 1623

Au XVIIe siècle, Run revêt une grande importance économique en raison de la noix de muscade, épice recherchée et coûteuse. Elle provient d'un arbre, Myristica fragans Houtt., qui à l'époque ne pousse que dans les îles Banda. Les premiers Européens à y aborder sont les Anglais de la British East India Company sous le commandement de James Lancaster, venus de Banten dans l'île de Java en 1603.
En 1616, le capitaine Nathaniel Courthope se rend à Run pour contrer la Compagnie néerlandaise des Indes orientales, qui a des vues sur l'île. Un traité est signé avec les habitants, par lequel ils reconnaissent la souveraineté du roi d'Angleterre. Après quatre années de siège par les Hollandais et le meurtre de Courthope lors d'une embuscade en 1620, les Anglais se retirent.
La signature en 1654 du traité de Westminster, qui met fin à la Première guerre anglo-néerlandaise, aurait dû se traduire par la restitution de Run aux Anglais. En 1665, les Anglais qui avaient réussi à s'y établir sont expulsés par les Hollandais et leurs arbres brûlés.
Le traité de Breda de 1667, qui met fin à la Deuxième guerre anglo-néerlandaise, établit un statu quo. Les Anglais gardent l'île de Manhattan en Amérique, que le duc d'York (le futur roi Jacques II, frère de Charles II d'Angleterre), avait illégalement occupé en 1664 et renommé New York. Run est officiellement cédée aux Hollandais.
La capture de l'île principale, Banda Besar ou « Grande Banda », en 1810 par le capitaine Cole, provoque le déclin de la suprématie hollandaise sur le commerce des épices. En 1817, le monopole hollandais sur la muscade et la macis est brisé avec le transfert d'arbres à Ceylan, Singapour et autres colonies.
Aujourd'hui, les muscadiers poussent toujours à Run.